# Escudo de San Martín (Francia)

Escudo de Armas de la Colectividad de San Martín

Se han utilizado varios logotipos y emblemas para representar a la Colectividad de San Martín. El escudo de armas más reciente utilizado por la colectividad fue adoptado en 2010.
Estas armas representan varios símbolos de San Martín como el pelícano, las flores flamígeras y coralita, el Obelisco fronterizo, los muros de la esclavitud (mur des esclaves, hechos de piedra seca), la sal, el mar, el amanecer, las montañas y las conchas marinas.

## Otros logotipos y emblemas

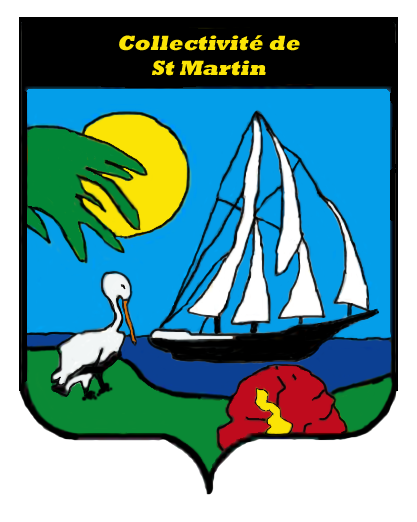
Logo de Saint-Martin.

Un logotipo utilizado por el consejo territorial contiene el nombre "Saint-Martin", con "Caraïbe Française" y "Caribe francés" escritos en texto pequeño debajo. Una cinta azul representa la letra "S" estilizada, mientras que una cinta verde representa una "M" estilizada.
Otro logotipo, utilizado por el departamento de impuestos, muestra un contorno gris de la isla de San Martín con un pájaro batiendo sus alas.
Hay otro escudo de la que se utilizó. Presenta hojas de palma frente a un sol para simbolizar el clima tropical, un pelícano que simboliza la fauna de la isla, un hibisco que simboliza la flora, un barco que simboliza la navegación turística y las palabras "Collectivité de Saint Martin" (en español, Colectividad de San Martín)  en la parte superior. 
El Escudo de Armas de San Martín (Francia) está compuesto por la representación de la Bahía de Marigot (capital de San Martín), de un pelícano representativo de la fauna de la isla, de un cocotero por la flora, de un navío para representar la industria de la pesca, y de una palmera debajo de un sol para representar el turismo de la isla. En la parte superior del escudo figura en un campo de sable: "Ville de Saint-Martin" (Villa de San Martín) que se agregó en el 2007, año desde el cual San Martín es una colectividad separada de la isla de Guadalupe de la que hasta entonces formó parte.
- Datos: Q1511666
- Multimedia: Saint-Martin (France) / Q1511666